# Perekhod tovarisjja Tjkalova tjerez Severnyj poljus
Perekhod tovarisjja Tjkalova tjerez Severnyj poljus (russisk: Переход товарища Чкалова через Северный полюс) er en sovjetisk spillefilm fra 1990 af Maksim Pezjemskij.

## Medvirkende
- Aleksandr Zavyalov som Tjkalov
- Viktor Bychkov som Bajdukov
- Vladimir Baranov som Beljakov
- Semyon Furman
- Abdullah Khalilulin